# Johannes Bruns
Johannes Bruns (* 28. Dezember 1966 in Arnsberg) ist ein deutscher Politiker (SPD) und seit dem 1. Juli 2012 Oberbürgermeister der Stadt Mühlhausen/Thüringen.

## Leben
Nachdem Bruns 1986 sein Abitur abgelegt hatte, absolvierte er von 1986 bis 1989 eine Ausbildung zum gehobenen Verwaltungsdienst, die er als Dipl.-Verwaltungswirt (FH) abschloss. Von 1989 bis 1990 leistete er Zivildienst in einem Krankenhaus. Im Anschluss studierte Bruns von 1991 bis 1996 Sozialwissenschaft mit dem Schwerpunkt Wirtschaft an der Ruhr-Universität Bochum. Von 1996 bis 2002 war er wissenschaftlicher Mitarbeiter an der Friedrich-Schiller-Universität Jena. In dieser Zeit erfolgte seine Promotion. Von 2002 bis 2006 war er Leiter der Stabsstelle „Regionalmanagement/Wirtschaftsförderung“ in Greifswald. Danach war er von 2006 bis 2012 Beigeordneter und Sozialdezernent der Stadt Mühlhausen/Thüringen.
Im April 2012 wurde Bruns zum neuen Oberbürgermeister der Stadt gewählt und konnte sich damit gegen drei Mitbewerber, unter anderem gegen den Landtagsabgeordneten Jörg Kubitzki (Die Linke), durchsetzen. Am 1. Juli 2012 trat er das Amt an und löste damit Hans-Dieter Dörbaum ab. Bei den Kommunalwahlen in Thüringen 2018 wurde er mit 62,7 Prozent im Amt bestätigt. Auch bei der Kommunalwahl 2024 konnte er sich (mit 50,6 %) die Wiederwahl im ersten Wahlgang sichern.
Bruns ist verheiratet und Vater eines Sohnes.